# نیوتون، سافک
نیوتون (به انگلیسی: Newton) یک روستا و محله مدنی در بریتانیا است که در Babergh واقع شده‌است. نیوتون ۴۹۵ نفر جمعیت دارد.